# 巨大精巣
巨大精巣 (きょだいせいそう)(p88)、巨大睾丸 (きょだいこうがん)、巨睾丸症 (きょこうがんしょう)（英: Macroorchidism）とは、男性、特に小児にみられる、精巣が異常に大きい疾患である。この疾患は脆弱X症候群（FXS）と関連して遺伝することが多く、知的障害の遺伝的原因として2番目に多い。また、稀にマッキューン・オルブライト症候群の徴候でもある。
巨大精巣は、卵胞刺激ホルモン（FSH）の分泌増加を引き起こすIGFS1欠損症に関連している。その他にも甲状腺機能低下症、局所腫瘍、アロマターゼ欠損症などによっても発生する。巨大精巣は、オーキドメーターで精巣容積を測定することで診断できる。巨大精巣の治療法はないが、現在、質の高い生活を送るために、この疾患を制御する薬剤が試験的に用いられている。

## 徴候・症状
患者における巨大精巣の最も特徴的な身体症状は、精巣サイズの増大である。精巣容積が思春期以降の男性における信頼区間の95パーセンタイルより大きい場合、精巣の異常肥大と判定される。この場合、思春期の早い男性は除外される。また、精巣容積がその年齢における正常な精巣容積の少なくとも2倍以上増加している場合も、巨大精巣の徴候とされる。
巨大精巣は、殆どが脆弱X症候群（FXS）の前思春期の男児で診られる。しかし、本当の意味では、通常前思春期晩期以降にのみ到達しうる精巣容積4mL以上にならないと確定されない。巨大精巣はFXSと関連しているため、FXS患者の徴候は巨大精巣患者と類似している。これらの徴候には、立ち耳、長い顔、膨らんだ顎と額、大頭症、顔面中央部低形成、高いアーチ状の口蓋が含まれる。
FXSは男女ともに発症するが、男性の有病率は4000人に1人である。

## 原因
巨大精巣の原因はまだ判明していない。しかし、精巣の異常肥大にホルモンが関与している可能性を明らかにした研究がある。精巣の間質容積と結合組織の過剰な増大は、巨大精巣の原因となる。
巨大精巣の原因としては、長期に亘る原発性甲状腺機能低下症、先天性副腎過形成（CAH）における副腎組織の残存、卵胞刺激ホルモン（FSH）分泌下垂体巨大腺腫、局所腫瘍、リンパ腫、アロマターゼ欠損症などがある。

## 病態生理学・機序
卵胞刺激ホルモンの分泌が亢進することにより、巨大精巣となる。卵胞刺激ホルモンは、黄体形成ホルモン（LH）の分泌増加や性腺刺激ホルモン放出ホルモン（GnRH）によるLH放出制御の影響を受けずに分泌される。
巨大精巣は、免疫グロブリンスーパーファミリー1（IGSF1）遺伝子の遺伝子異常と関連している。しかし、IGSF1遺伝子が欠損しているすべての患者に巨大精巣が見られるわけではない。性腺刺激ホルモン分泌細胞内にはアクチビンAが存在する。性腺刺激ホルモン分泌細胞は下垂体前葉にある内分泌細胞で、生殖を制御・調節する。これらの細胞は卵胞刺激ホルモン（FSH）とLHホルモンを放出し、思春期に重要な役割を果たす。アクチビンAは二量体の糖蛋白質で、トランスフォーミング増殖因子-β（TGF-β）ファミリーの一員である。アクチビンAはホルモンの恒常性、性腺機能、筋肉の成長、免疫、炎症、骨代謝に関与している。アクチビンAは性腺刺激ホルモン分泌細胞中のアクチビン受容体（ActR）に結合し、SMAD2またはSMAD3経路を刺激して卵胞刺激ホルモンβサブユニット（FSHB）を増加させる。その後、FSHはセルトリ細胞の卵胞刺激ホルモン受容体（FSHR）を刺激し、下垂体のFSHB発現に対する負のフィードバックを齎すインヒビンBを産生する。IGSF1遺伝子は、FSHBの発現率を低下させるアクチビンA経路を阻害する。IGSF1遺伝子の欠損は下垂体FSHの過剰分泌に繋がり、FSH分泌性下垂体腺腫を有する小児および成人において、精巣セルトリ細胞量の早期かつ急速な増加（即ち、巨大精巣）を引き起こす。

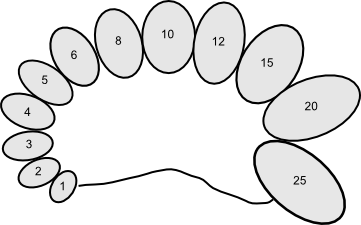
オーキドメーター：楕円のサイズと睾丸のサイズを比較して判定する。

## 診断
巨大精巣は通常、長期継続性原発性甲状腺機能低下症の思春期前の男児、ヴァン・ウィック・グルンバッハ症候群（VWGS）の男児、脆弱X症候群（FXS）の男児にみられる。
巨大精巣が考えられる場合、精巣容積をオーキドメーターで測定する。オーキドメーターは、男子の成長・発育の評価を目的として、精巣容積を迅速かつ正確に測定するために使用される。プラダーオーキドメーターは1966年以来、最も広く使用されているオーキドメーターで、以下の式で計算される： 長さ*幅*高さ*0.71。計算で得られた最終値を年齢パーセンタイル表と比較して、その子供が同年齢の子供の精巣容積の割合をどれだけ上回っているかを確認する。
精巣容積は男性の一生を通じて以下のように変化する：
- 小児期： 1～3mL
- 思春期前期（思春期が始まる、10～13歳）： 4～6mL
- 思春期中期（思春期の変化が続く、14～17歳）： 8～10mL
- 青年期後期／青年期（18～21歳以降）： 12～15mL
- 成人期：20～25mL

巨大精巣の患児は、思春期前に精巣の容積が4mLを超える。

## 治療・管理
巨大精巣の治療は病因によって異なる。
非機能性下垂体巨大腺腫（NFPA）による巨大精巣の治療において最も重要かつ推奨される選択肢は腫瘍の外科的除去である。非機能性下垂体腺腫は、活性ホルモンを分泌しない良性腫瘍の一種で、脳下垂体から発生する。
先天性副腎過形成症（CAH）に起因する巨大精巣は、糖質コルチコイドを用いて治療する。巨大精巣の初期に糖質コルチコイドを使用することで、精巣の異常肥大を縮小させることができる。糖質コルチコイド治療では、ヒドロコルチゾン、プレドニゾロン、デキサメタゾンなどの糖質コルチコイドを様々な用法用量で服用する投薬治療である。糖質コルチコイド治療により、巨大精巣によって阻害されている男性の生殖能力を回復させることが出来るが、糖質コルチコイドを長期間過剰に使用すると、精液の質が低下する可能性がある。
脆弱X症候群（FXS）に伴う巨大精巣の長期治療薬には、メトホルミンが用いられる。メトホルミンは、FXS患者の精巣異常発育の原因となる蛋白質の過剰産生を低下させる。

## 予後
巨大精巣は思春期以降に明確になる。睾丸の大きさは、男児では8～9歳から正常に増大し始めるが、巨大精巣の患者では、この時期に睾丸が異常に大きくなり、目立ち始める。また、巨大精巣は知的障害を伴う疾患の随伴症状であることが多いため、年齢とともに脳力が低下するのが一般的である。
巨大精巣の患者の平均余命は健常者と変わらない。巨大精巣が治癒することは無いが、臨床試験で良好な結果を齎すことが確認されている医薬品が有る。

## 発生頻度
巨大精巣は男性のみが罹患する。巨大精巣の有病率は男性4000人に1人である。脆弱X症候群の思春期以降の男性の80～90％以上に巨大精巣がみられる。

## 調査研究
巨大精巣と、脆弱X精神遅滞1遺伝子蛋白質（FMRP）の発現低下の前変異/遺伝子保因に関連する知的障害との関連性を知るために、2014年に研究調査が行われた。FMRPはFMR1 遺伝子から転写され、主に脳と精巣に存在する。研究チームは、共分散分析（ANCOVA）を用いて、巨大精巣患者のIQを、前変異キャリアの有無で比較した。その結果、FMR1 遺伝子変異保有者の男性では、巨大精巣と知的障害の間に関係があることが示された。この相関が、FMR1 mRNAとFMRP其々のレベルの高さによるものなのか、低さによるものなのかについては、更なる研究が必要である。
2018年に行われた別の研究では、免疫グロブリンスーパーファミリー1（IGSF1）が下垂体ホルモン分泌の調節因子として甲状腺機能低下症と巨大精巣に果たす役割について研究された。IGSF1遺伝子の欠損は巨大精巣の原因の一つである。その結果、IGSF1が下垂体ホルモン調節に重要であること、IGSF1欠損に関連する巨大精巣の重要な機序が二つあることが示された。

## 参考資料
- Definition from the National Library of Medicine